# Tiera Guinn Fletcher
Tiera Guinn Fletcher es una ingeniera afroamericana que se graduó del MIT en 2017 y trabaja para Boeing.  Es una de los diseñadoras y analistas estructurales que construyen el Sistema de Lanzamiento Espacial para la NASA, el cual está listo para enviar gente a Marte.

## Biografía
Fletcher nació en el área metropolitana de Atlanta, Georgia. Su interés y atracción por las matemáticas y las ciencias comenzó a la edad de seis años y fue cultivada por sus padres. Su madre, Sheila, era contadora y su padre, obrero de la construcción. Sus padres la animaron a calcular y medir cosas en su vida diaria. Estos ejercicios -incluyendo recortes de cupones, sumar los recibos de los supermercados y aprender sobre las aplicaciones de la arquitectura- desafiaron a Fletcher y la diferenciaron de otros niños de su edad. A los once años de edad, Fletcher se centró en su interés en la ingeniería aeroespacial mientras participaba en un programa aeroespacial puesto en marcha por Lockheed Martin. Fletcher estudió Ingeniería Aeroespacial en el MIT.
Fletcher vive en Nueva Orleans, Luisiana, donde trabaja en el montaje del Sistema de Lanzamiento Espacial. 
Se casó en julio de 2018 con Myron Fletcher, otro ingeniero aeroespacial que también trabaja en Boeing. Tanto ella como su marido comparten el interés de influir en los jóvenes para que se unan al mundo de STEM junto con el aumento de la diversidad de los campos de STEM.

## Educación
Fletcher asistió a la Escuela Secundaria Wheeler en Marietta, Georgia. Durante su último año de secundaria, Fletcher realizó prácticas en la NASA en Langley, Virginia. También obtuvo una beca de investigación en el Instituto de Tecnología de Georgia en 2014. La beca consistió en ayudar en la investigación del rendimiento de aterrizaje en aeronaves. A través de estas prácticas, su interés en el campo creció y solidificó su decisión de estudiar ingeniería aeroespacial como carrera universitaria.
Fletcher asistió al Instituto Tecnológico de Massachusetts (MIT) y se graduó con un GPA de 5.0 y recibió su licenciatura en Ingeniería Aeroespacial en junio de 2017. Participó en un programa de mentores para ayudar a otros estudiantes del MIT, lo que ayudó a infundir confianza en sí misma y en sus capacidades. Después de su primer año, Fletcher participó en una investigación de pregrado sobre la optimización del diseño de aeronaves en el MIT. En su segundo año, participó nuevamente en investigaciones de pregrado, esta vez estudiando Análisis de Redes. Durante sus primeros y últimos años de universidad, Fletcher participó en dos pasantías diferentes en Boeing. De junio de 2015 a junio de 2016, Fletcher fue pasante de Ingeniería de Sistemas en Boeing, donde ayudó a diseñar, probar y colaborar con otros profesionales en productos Boeing. Al año siguiente, de junio de 2016 a junio de 2017, Fletcher fue ingeniera de diseño y analista de estrés en Boeing, donde ayudó en el proceso de diseño y análisis del sistema de lanzamiento espacial para la NASA.

## Carrera
A Fletcher le ofrecieron un trabajo en Boeing como ingeniera de análisis estructural. En Boeing, es una de las principales ingenieras y diseñadoras que trabajan en el Sistema de Lanzamiento Espacial de la NASA, cuyo objetivo es poner humanos en Marte. El sistema de lanzamiento espacial es el cohete más rápido jamás creado y el más grande. El área en la que Fletcher trabaja es la etapa superior exploratoria de la nave espacial que ayuda a la nave a completar su fase de ascenso. Forma parte del equipo directivo de la Sección de Motores responsable de ello, del que es la miembro más joven.

## Premios y reconocimientos
Fletcher recibió el premio Awesome Woman Award 2017 de Good Housekeeping que reconoce a las mujeres que están impactando el mundo para mejor al superar las limitaciones sociales e influir en el mundo que las rodea.
También en 2017, Fletcher recibió el Premio Albert G. Hill en el MIT, que reconoce a los estudiantes en su tercer o cuarto año de secundaria que han sobresalido académicamente e impactado el medio ambiente en el MIT de una manera que mejora el clima del campus para otras minorías.
En junio de 2018, Fletcher participó como orador principal en Impact'18 en Cracovia - donde los oradores discuten las innovaciones y los modelos de negocio para compartir con el mundo el trabajo que están haciendo.
El 8 de noviembre de 2018, Fletcher ganó el Premio al Ingeniero más prometedor de la Industria en los Premios al Ingeniero Negro del Año 2019.